# Colletes arztbergi
Colletes arztbergi är en biart som beskrevs av Kuhlmann 2003. Colletes arztbergi ingår i släktet sidenbin, och familjen korttungebin. Inga underarter finns listade i Catalogue of Life.